# Henrique Luís de Niemeyer Bellegarde
Henrique Luís de Niemeyer Bellegarde (Lisboa, 12 de outubro de 1802 — Rio de Janeiro, 21 de janeiro de 1839) foi um engenheiro militar, geógrafo e historiador luso-brasileiro.

## Biografia
Chegado ao Brasil em tenra idade, Henrique Luís de Niemeyer Bellegarde se matriculou com tão somente quinze anos na Academia Real Militar do Rio de Janeiro. Em 1818 tinha já a patente de segundo tenente, sendo promovido a primeiro tenente dois anos depois. Em 1821 foi nomeado capitão-ajudante do governador de Moçambique. Em 1825 partiu para Portugal a fim de completar os seus estudos, onde obteve, em 1828, o diploma de engenheiro-geógrafo. 
Graduou-se como bacharel em Letras pela Universidade de Paris. Em 1828 retornou ao Brasil, tendo recebido a patente de Major e sido agraciado com a mercê de Cavaleiro da Imperial Ordem da Rosa. Em 1839 integrou a comissão incumbida de traçar a carta topográfica da província do Rio de Janeiro. Projetou ainda o Farol de Cabo Frio, os canais de Ururar, Maricá e Cacimbas e as pontes de Campos e Itajuru.
Casou-se com Maria Luísa Adelaide de Vitória Soares, com quem teve dois filhos: Guilherme Cândido Bellegarde e Maria Henriqueta Niemeyer Bellegarde. 